# Isörtssläktet
Isörtssläktet (Mesembryanthemum) är ett växtsläkte med omkring 70 arter i familjen isörtsväxter. Tidigare har släktet omfattat fler arter, men många har flyttats till andra släkten inom samma familj. Isörterna är ett- eller tvååriga, suckulenta örter som ursprungligen kommer från Sydafrika. Det svenska släktnamnet beror på att örternas blad är täckta av klara blåsor som ser ut att vara av is. Blommorna är små och oftast vita, rosa eller röda.

## Odling
Isörterna måste ha lucker, väldränerad jord och en solig växtplats, många är mycket torktåliga. Den art som odlas som bladgrönsak kallas bara isört, Mesembryanthemum crystallinum och var mest populär på 1700-1800-talet, men frö säljs fortfarande.

## Etymologi
Ursprungligen hette släktet Mesembrianthemum. Det syftade på mesembria som betyder "middag", eftersom man trodde att blommorna endast slog ut i solsken. Senare upptäcktes nattblommande arter och släktnamnet ändrades till det nuvarande.
Ett äldre synonymt vetenskapligt namn är Cryophytum N.E.Br.

## Bildgalleri

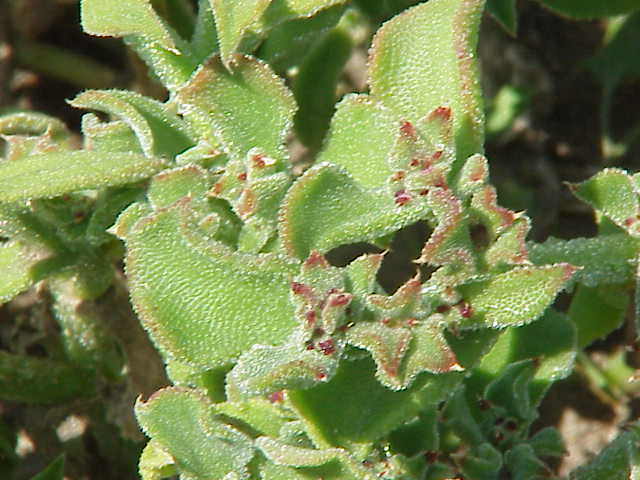
På isörtens blad syns de klara blåsorna
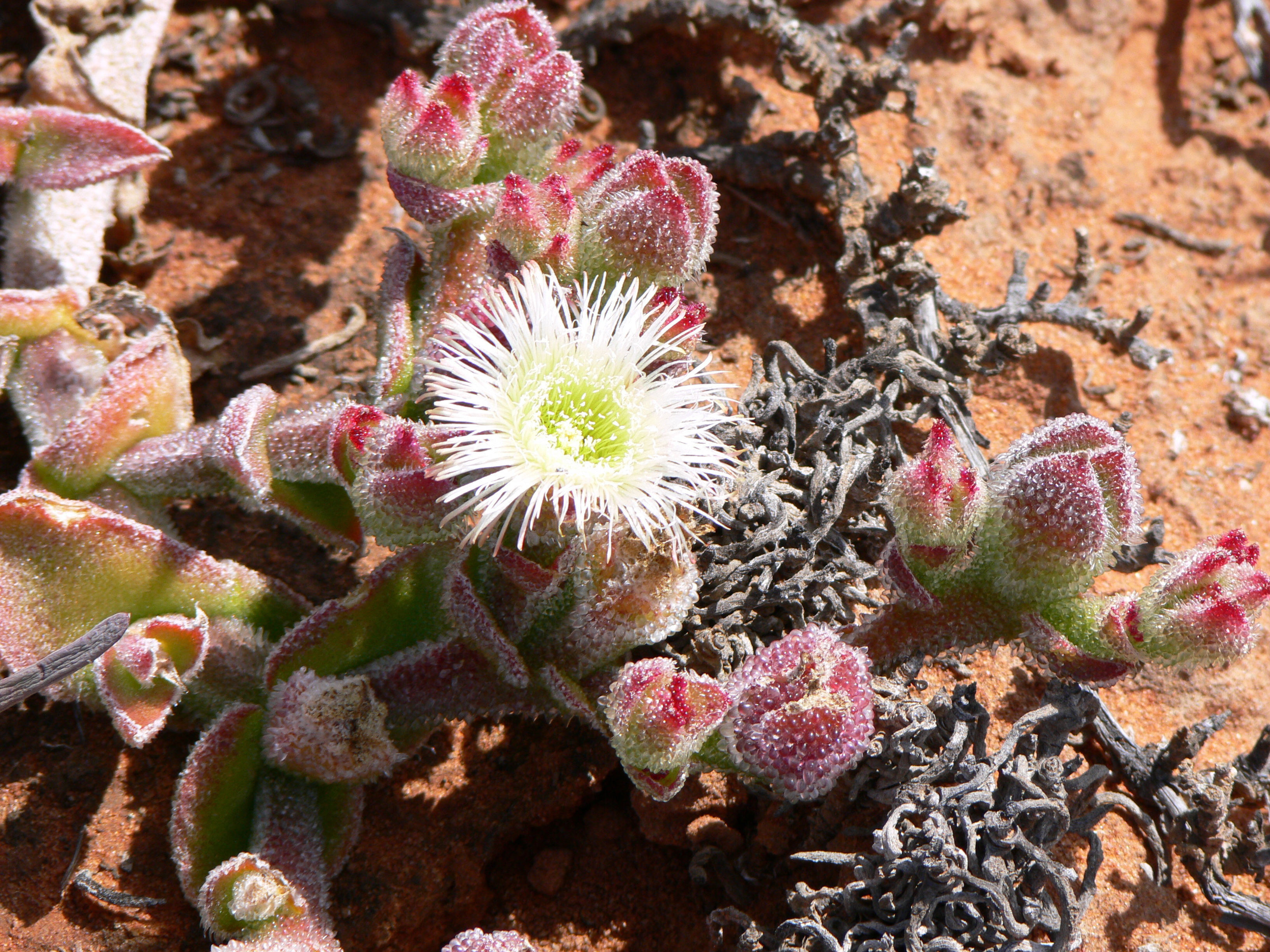
Namaqualand, Sydafrika
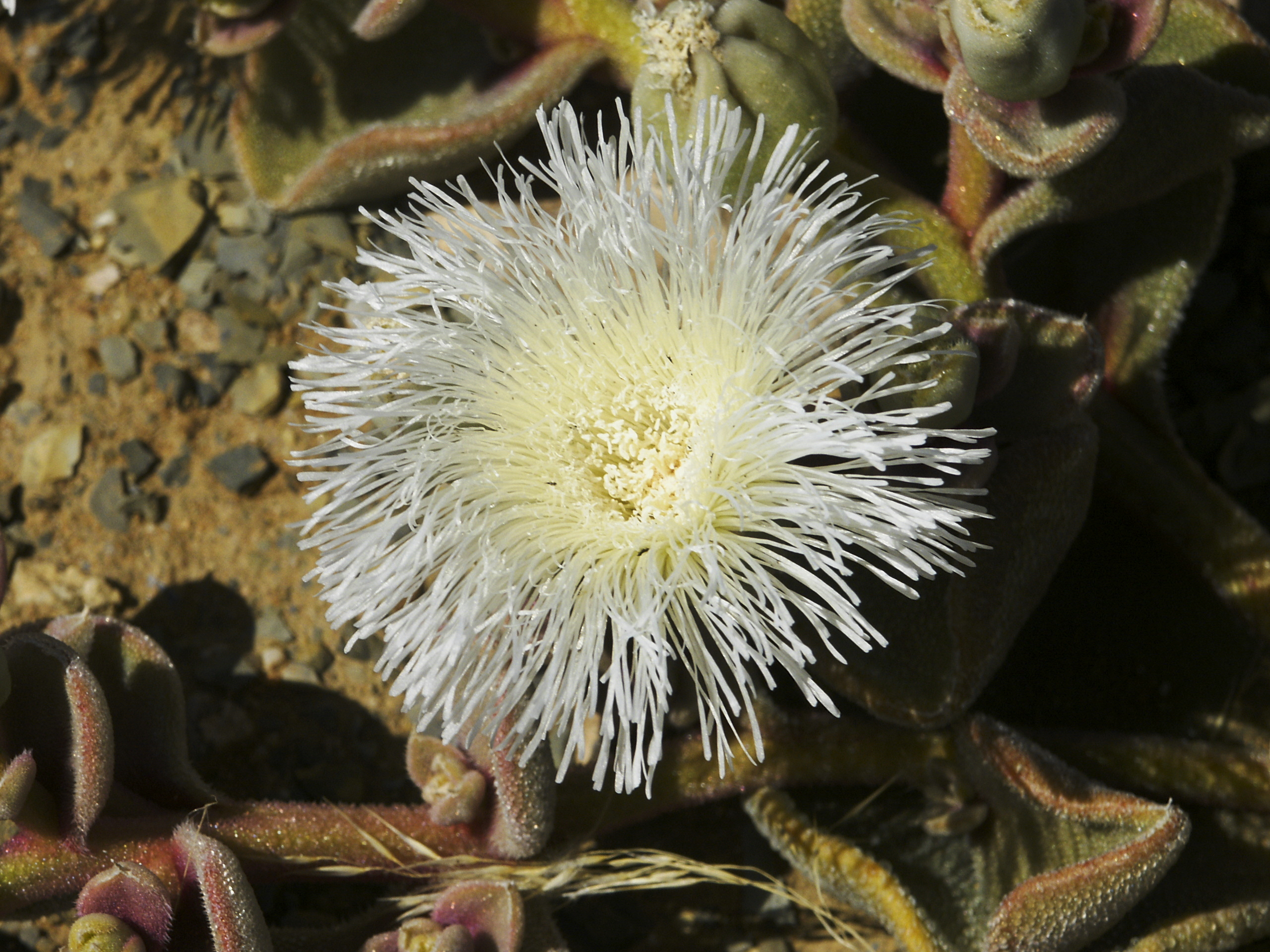
Namaqualand, Sydafrika
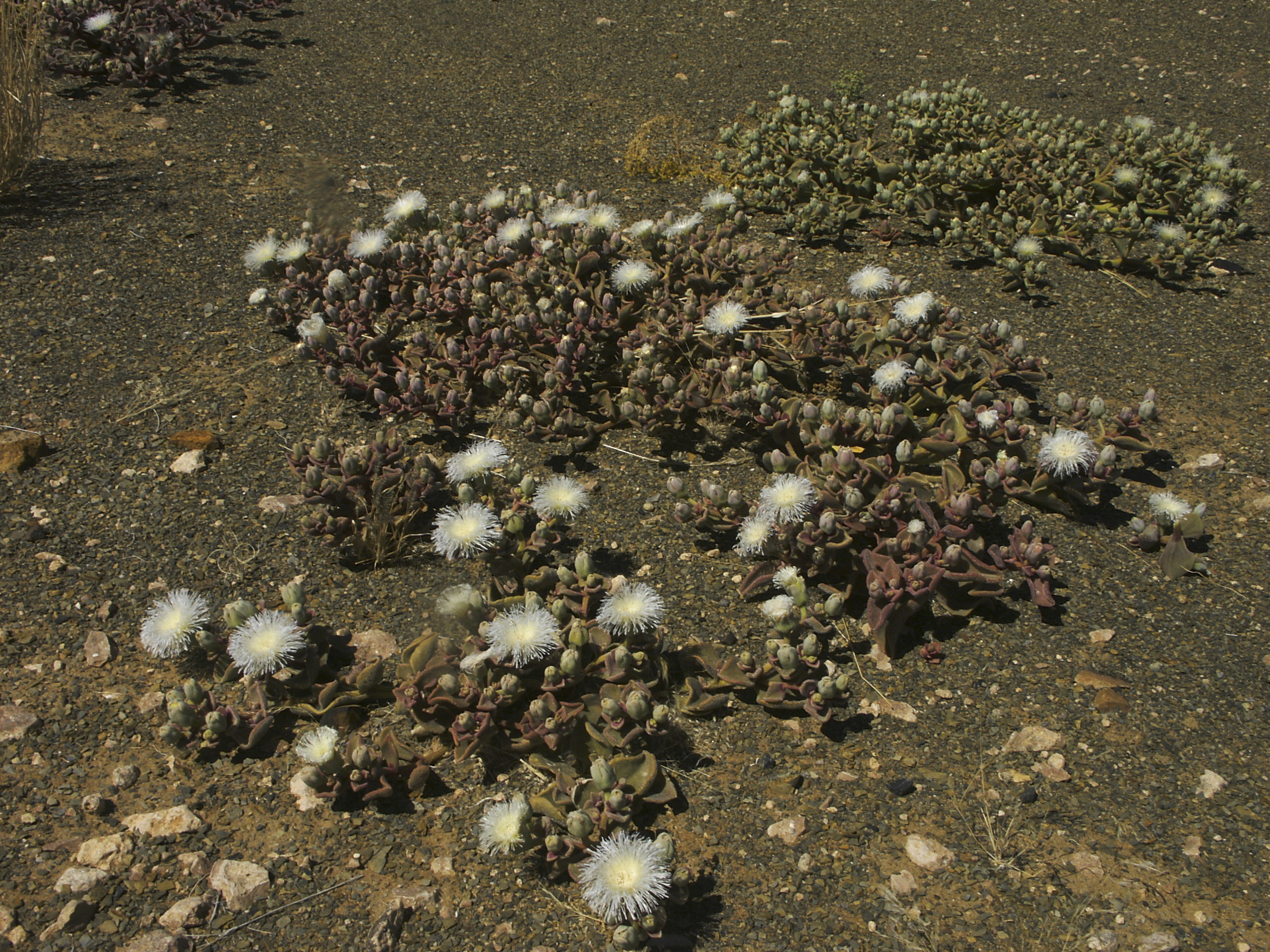
Namaqualand, Sydafrika

## Dottertaxa till Isörter, i alfabetisk ordning[1]
- Mesembryanthemum aitonis
- Mesembryanthemum amabile
- Mesembryanthemum amplectens
- Mesembryanthemum archeri
- Mesembryanthemum articulatum
- Mesembryanthemum barklyi
- Mesembryanthemum baylissii
- Mesembryanthemum bicorne
- Mesembryanthemum brevicarpum
- Mesembryanthemum bulletrapense
- Mesembryanthemum canaliculatum
- Mesembryanthemum caudatum
- Mesembryanthemum chrysophthalmum
- Mesembryanthemum ciliatum
- Mesembryanthemum corallinum
- Mesembryanthemum cordifolium
- Mesembryanthemum coriarium
- Mesembryanthemum crassicaule
- Mesembryanthemum cryptanthum
- Mesembryanthemum crystallinum
- Mesembryanthemum deciduum
- Mesembryanthemum decurvatum
- Mesembryanthemum delum
- Mesembryanthemum densum
- Mesembryanthemum digitatum
- Mesembryanthemum dimorphum
- Mesembryanthemum dinteri
- Mesembryanthemum emarcidum
- Mesembryanthemum englishiae
- Mesembryanthemum eurystigmatum
- Mesembryanthemum exalatum
- Mesembryanthemum excavatum
- Mesembryanthemum expansum
- Mesembryanthemum fastigiatum
- Mesembryanthemum flavidum
- Mesembryanthemum gariepense
- Mesembryanthemum gariusanum
- Mesembryanthemum geniculiflorum
- Mesembryanthemum gessertianum
- Mesembryanthemum glareicola
- Mesembryanthemum granulicaule
- Mesembryanthemum grossum
- Mesembryanthemum guerichianum
- Mesembryanthemum haeckelianum
- Mesembryanthemum holense
- Mesembryanthemum hypertrophicum
- Mesembryanthemum inachabense
- Mesembryanthemum junceum
- Mesembryanthemum juttae
- Mesembryanthemum knolfonteinense
- Mesembryanthemum kuntzei
- Mesembryanthemum ladismithiense
- Mesembryanthemum lancifolium
- Mesembryanthemum latipetalum
- Mesembryanthemum leptarthron
- Mesembryanthemum lignescens
- Mesembryanthemum ligneum
- Mesembryanthemum lilliputanum
- Mesembryanthemum longistylum
- Mesembryanthemum marlothii
- Mesembryanthemum namibense
- Mesembryanthemum napierense
- Mesembryanthemum neglectum
- Mesembryanthemum neofoliosum
- Mesembryanthemum nitidum
- Mesembryanthemum noctiflorum
- Mesembryanthemum nodiflorum
- Mesembryanthemum nucifer
- Mesembryanthemum occidentale
- Mesembryanthemum oculatum
- Mesembryanthemum oubergense
- Mesembryanthemum pallens
- Mesembryanthemum parviflorum
- Mesembryanthemum pellitum
- Mesembryanthemum prasinum
- Mesembryanthemum pseudoschlichtianum
- Mesembryanthemum pumilum
- Mesembryanthemum quartziticola
- Mesembryanthemum rabiei
- Mesembryanthemum rapaceum
- Mesembryanthemum resurgens
- Mesembryanthemum rhizophorum
- Mesembryanthemum rigidum
- Mesembryanthemum salicornioides
- Mesembryanthemum saturatum
- Mesembryanthemum schenckii
- Mesembryanthemum schlichtianum
- Mesembryanthemum serotinum
- Mesembryanthemum sinuosum
- Mesembryanthemum sladenianum
- Mesembryanthemum spinuliferum
- Mesembryanthemum splendens
- Mesembryanthemum springbokense
- Mesembryanthemum stenandrum
- Mesembryanthemum subnodosum
- Mesembryanthemum subtruncatum
- Mesembryanthemum suffruticosum
- Mesembryanthemum tenuiflorum
- Mesembryanthemum tetragonum
- Mesembryanthemum tomentosum
- Mesembryanthemum tortuosum
- Mesembryanthemum trichotomum
- Mesembryanthemum vaginatum
- Mesembryanthemum vanheerdei
- Mesembryanthemum vanrensburgii
- Mesembryanthemum varians
- Mesembryanthemum viridiflorum